# Roman Sabiński
Roman Sabiński (né le 28 décembre 1908 à Lemberg (royaume de Galicie et de Lodomérie) et mort le 28 juin 1978 à Manchester est un joueur polonais de hockey sur glace.  

## Biographie

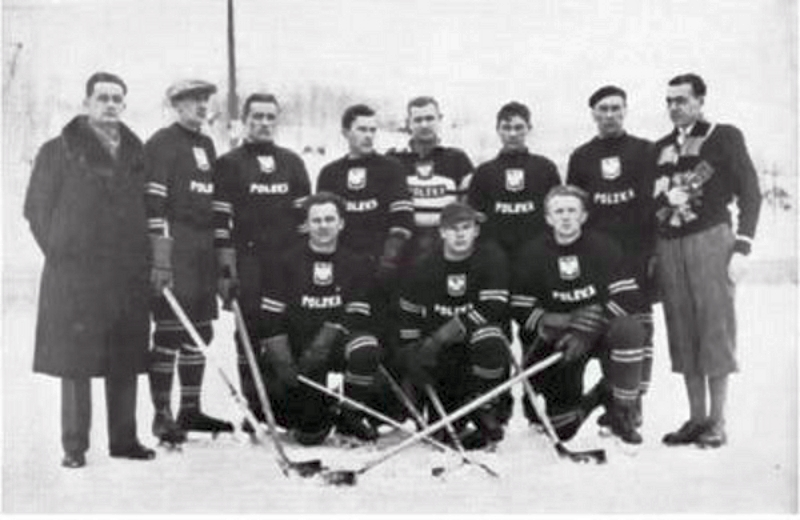
Équipe polonaise aux JO de 1932.

Il participe aux épreuves de Hockey sur glace aux Jeux olympiques de 1932 dans laquelle la Pologne se classe 4e.